# Lucio Massari
Lucio Massari (Bolonha, 22 de janeiro de 1569 - Bolonha, 3 de novembro de 1633) foi um pintor italiano do período barroco aluno de Bartolomeo Passerotti; estudou depois na escola dos Caracci, cujo estilo ele quase se aproxima, que suas obras são muitas vezes confundidas com as de Annibale Carracci.

## Obras

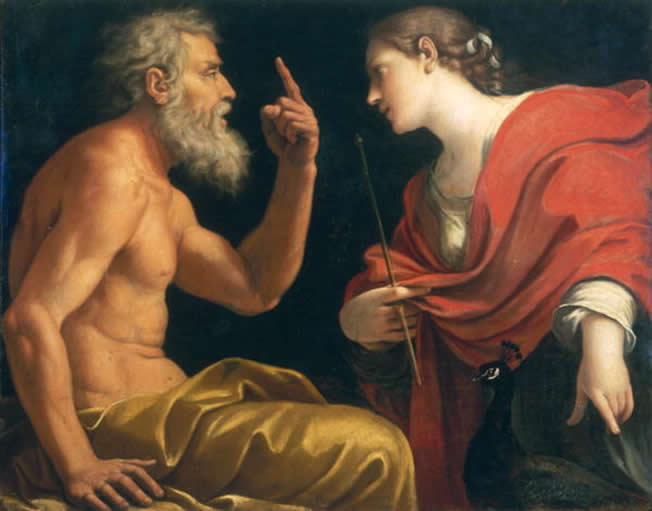
Éolo e Juno
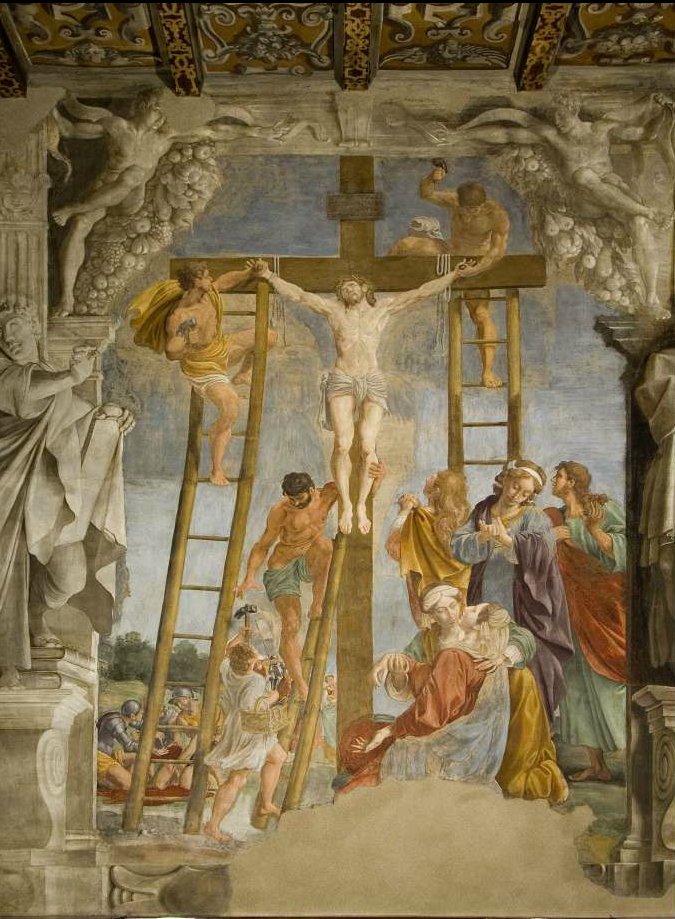
Cristo pregado na cruz
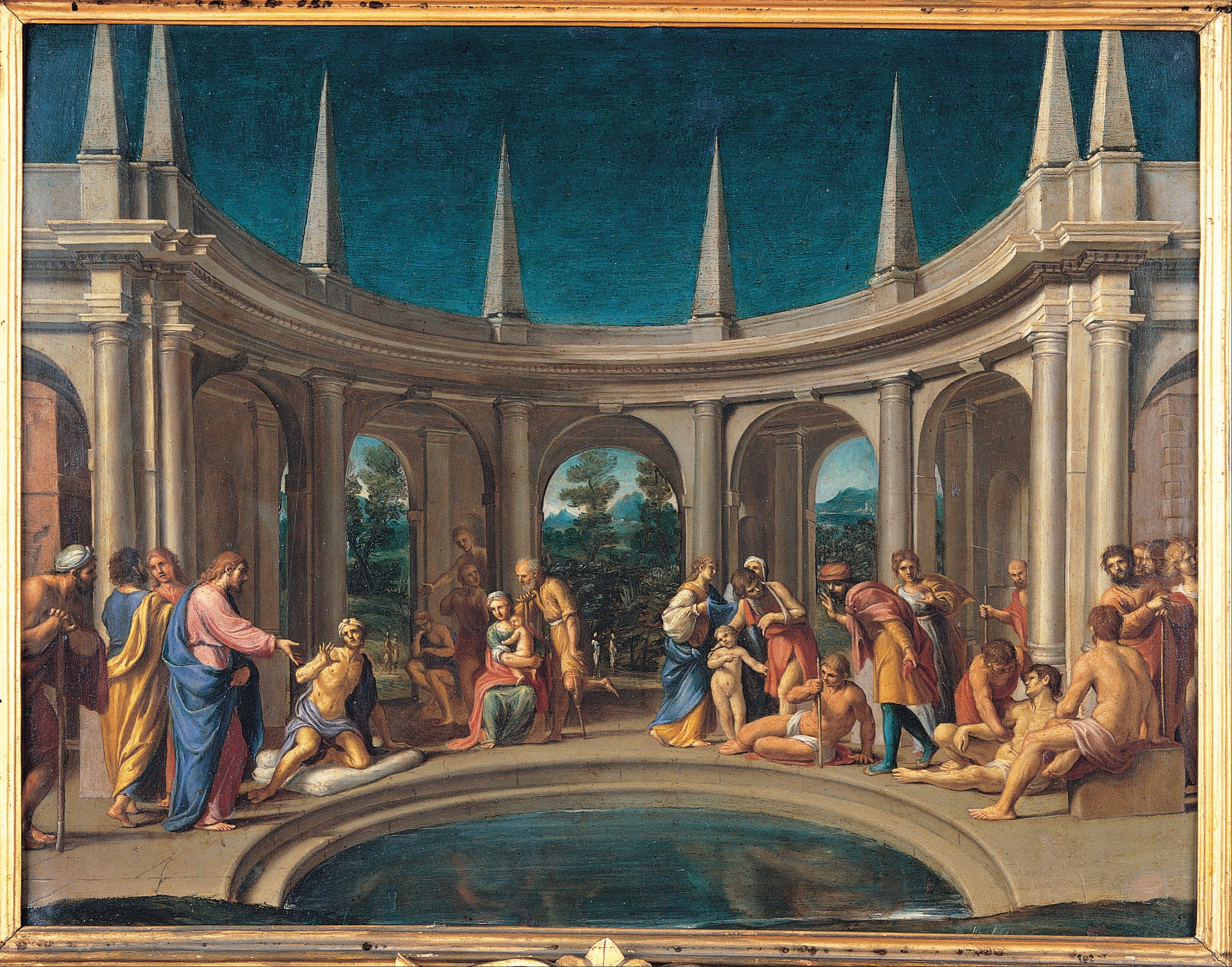
A piscina probática, (1605 - 1606)
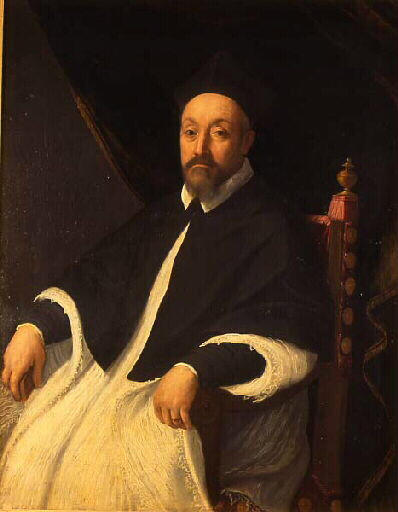
Retrato do cardeal Maffeo Barberini
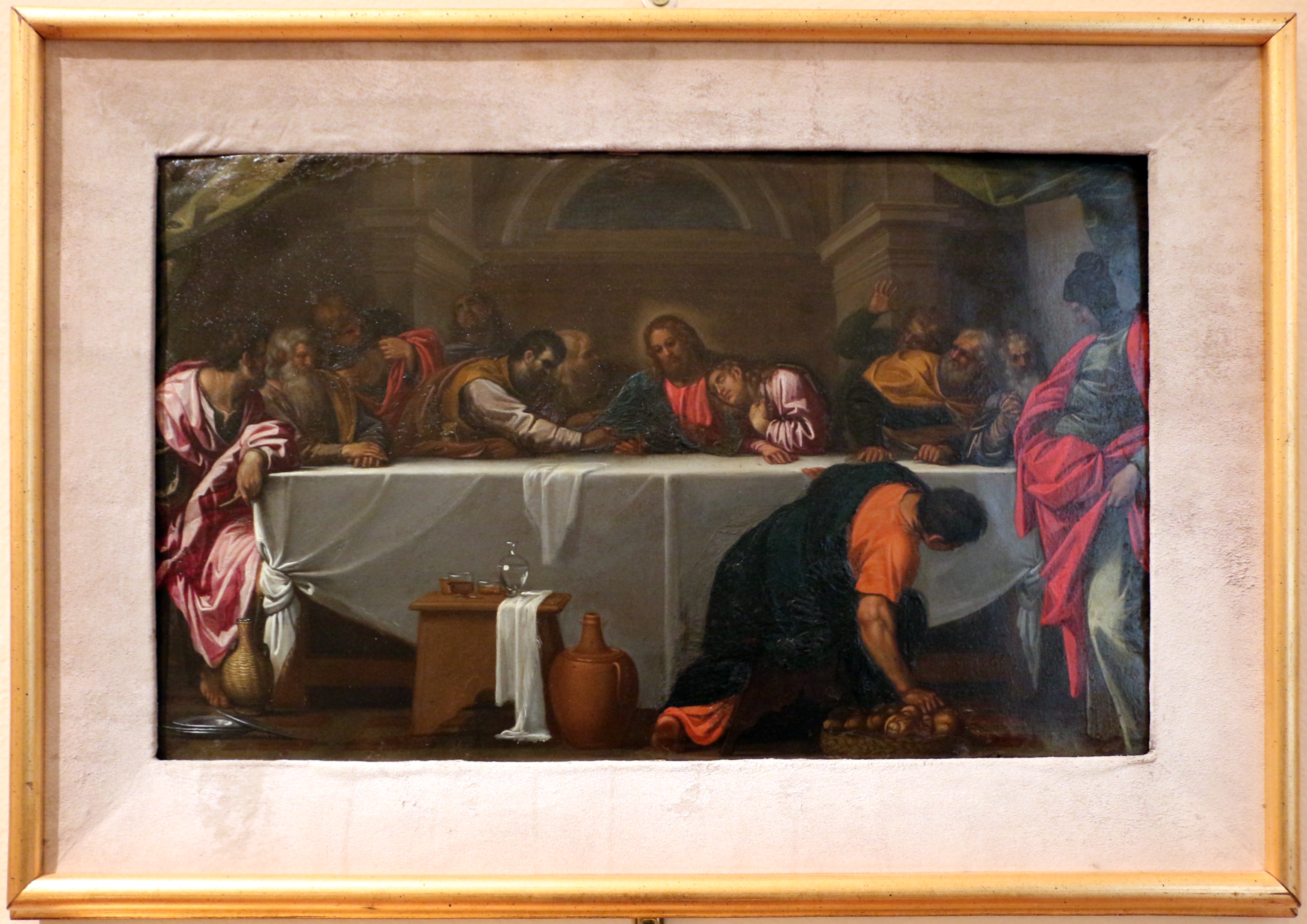
Última ceia